# マーガレット・コリン
マーガレット・コリン（Margaret Colin, 1958年5月26日 - ）は、アメリカ合衆国の女優。
ニューヨーク・ブルックリン区出身。アイルランド系アメリカ人でカトリック教徒、父親はニューヨーク市警察の警察官だった。ホフストラ大学卒業。
1994年のテレビドラマ『シカゴ・ホープ』で重病を患いながら、懸命に生きようとする女医を演じて注目されたほか、テレビドラマ『ゴシップガール』ではW主人公の1人ブレア・ウォルドーフ（演：レイトン・ミースター）の母親役を演じた。映画では『インデペンデンス・デイ』での大統領補佐官役などで知られる。1999年、テレビドラマ“Now and Again”で第26回サターン賞主演女優賞を受賞した。
1988年にテレビドラマ『アズ・ザ・ワールド・ターンズ』で共演した俳優のジャスティン・ディーズと結婚し、2人の息子をもうけた。

## 主な出演作品

### 映画
- プリティ・イン・ピンク/恋人たちの街角 Pretty in Pink  (1986)
- サムシング・ワイルド Something Wild (1986)
- ハモンド家の秘密 Like Father Like Son (1987)
- スリーメン&ベビー Three Men and a Baby (1987)
- トゥルー・ビリーヴァー/はぐれ弁護士の執念 True Believer (1989)
- 火星人ゴーホーム! Martians Go Home (1989)
- 夢の降る街 The Butcher's Wife (1991)
- アモス&アンドリュー Amos & Andrew (1993)
- ターミナル・ベロシティ Terminal Velocity (1994) クレジットなし
- インデペンデンス・デイ Independence Day (1996)
- デビル The Devil's Own (1997)
- 揺れる評決 Swing Vote (1999) テレビ映画
- 運命の女 Unfaithful (2002)
- ホワイト・プリンセス
- 彼が二度愛したS Deception (2008)

### テレビドラマ
- アズ・ザ・ワールド・ターンズ As the World Turns (1982-1983)
- シカゴ・ホープ Chicago Hope (1994)
- Now and Again (1999-2000)
- ゴシップガール Gossip Girl (2007-2012)
- I-Land 戦慄の島 The I-Land（2019）